# People's Democracy

People's Democracy (français : Démocratie du peuple) est une organisation de lutte pour les droits civiques nord-irlandaise d'extrême gauche. Elle est fondée le 9 octobre 1968 par des étudiants de l'Université Queen's de Belfast, dont l'activiste trotskiste Michael Farrell qui en sera un des leaders jusqu'à la fin des années 1970.

## Sources
- (en) Paul Arthur, The People's Democracy 1968-73, Blackstaff Press Limited, 1974 (lire en ligne)
- CAIN, « Publications By and About the People's Democracy » (consulté le 18 juin 2010)